# Scarus arabicus
Scarus arabicus là một loài cá biển thuộc chi Scarus trong họ Cá mó. Loài này được mô tả lần đầu tiên vào năm 1902.

## Từ nguyên
Tính từ định danh của loài trong tiếng Latinh có nghĩa là "thuộc Ả Rập", hàm ý đề cập đến bán đảo Ả Rập, nơi mẫu định danh được thu thập ở ngoài khơi Mukalla (Yemen).

## Phạm vi phân bố và môi trường sống
S. arabicus chỉ được ghi nhận ở phía nam bán đảo Ả Rập, thuộc vùng biển của Yemen và Oman (trừ Muscat trở lên phía bắc); những ghi nhận về sự xuất hiện của loài này ở ngoài khơi Pakistan và Somalia cần được xem xét lại.
Môi trường sống của S. arabicus là các rạn san hô, độ sâu được tìm thấy đến ít nhất là 50 m.

## Mô tả
S. arabicus có chiều dài cơ thể tối đa được biết đến là 50 cm. Vây đuôi cụt ở cá cái, lõm vào trong tạo thành hình lưỡi liềm ở cá đực. Không có răng nanh ở cả hai giới.
Cá đực có màu xanh lục lam (phớt màu vàng ở thân trước), chuyển sang màu xanh lam ở bụng. Vảy trên thân có các vạch màu hồng. Đầu có màu vàng lục, xanh lục ở mõm và trước mắt. Rìa môi trên có sọc màu hồng. Cá cái màu nâu xám; vảy trên thân viền màu cam. Vùng dưới đầu có màu xanh lam. Đuôi sẫm nâu hơn, có viền trắng ở rìa sau. Vây lưng và vây hậu môn có viền xanh sáng.
Số gai vây lưng: 9; Số tia vây ở vây lưng: 10; Số gai vây hậu môn: 3; Số tia vây ở vây hậu môn: 9; Số tia vây ở vây ngực: 15.

## Sinh thái học
Thức ăn của S. arabicus chủ yếu là tảo. Loài này có xu hướng sống đơn độc. Tuổi thọ tối đa được ghi nhận ở S. arabicus là 25 năm tuổi.
S. arabicus được đánh bắt để làm thực phẩm, nhưng không phải là loài được nhắm mục tiêu.